# Lorenzo
Lorenzo  è un nome proprio di persona italiano maschile.

## Varianti
- Maschili: Laurentino, Lorentino
  - Alterati: Lorenzino, Loris[1][2]
  - Ipocoristici: Renzo[1], Enzo[1], Zino, Lollo
- Femminili: Lorenza

### Varianti in altre lingue
- Catalano: Llorenç[1], Lorenç
- Ceco: Vavřinec[1]
- Croato: Lovrenco[1]
  - Ipocoristici: Lovre[1], Lovro[1]
- Danese: Laurits[1], Lauritz[1], Lorens[1], Lars[1], Lasse[3]
- Esperanto: Laŭrenco
- Finlandese: Lauri[4], Lassi[5], Lasse[3], Lars[1]
  - Ipocoristici: Lari[6]
- Francese: Laurent[1], Laurentin[1]
  - Ipocoristici: Enzo[1]
- Frisone: Lourens[1]
- Greco moderno: Λαυρέντιος (Laurentios)[1]
- Irlandese: Labhrás[1]
- Inglese: Laurence[1], Lawrence[1], Lauren[1]
  - Ipocoristici: Larrie[1], Larry[1], Laurie[1], Lawrie[1], Laz[1], Loren[1], Lorin[1], Lorrin[1]
  - Ipocoristici medio inglesi: Larkin[1], Law[1]
- Islandese: Lárus[1]
- Latino: Laurentius[1], Laurentinus[1]
- Ligure: Loenso[7]
  - Ipocoristici: Loensin[7], Renso[8]
- Lituano: Laurynas
- Lussemburghese:
  - Ipocoristici: Lau[1], Lor[9]

- Norvegese: Laurits[1], Lauritz[1], Lorens[1], Lars[1], Lasse[3]
- Olandese: Laurens[1], Lourens[1], Lars[1]
  - Ipocoristici: Lau[1], Rens[1]
- Polacco: Wawrzyniec[1]
- Portoghese: Lourenço[1]
- Rumeno: Laurențiu[1]
- Russo: Лаврентий (Lavrentij)[1]
- Scozzese: Labhrainn[1]
- Slovacco: Vavrinec[1]
- Sloveno: Lovrenc[1]
  - Ipocoristici: Lovro[1]
- Spagnolo: Lorenzo[1]
- Spagnolo medievale: Lorencio[1]
- Svedese: Lorens[1], Lars[1], Lasse[3]
- Sardo: Larentu[10]
- Tedesco: Lorenz[1], Laurenz
  - Ipocoristici: Lenz[1]
- Ungherese: Lőrinc[1]

## Origine e diffusione

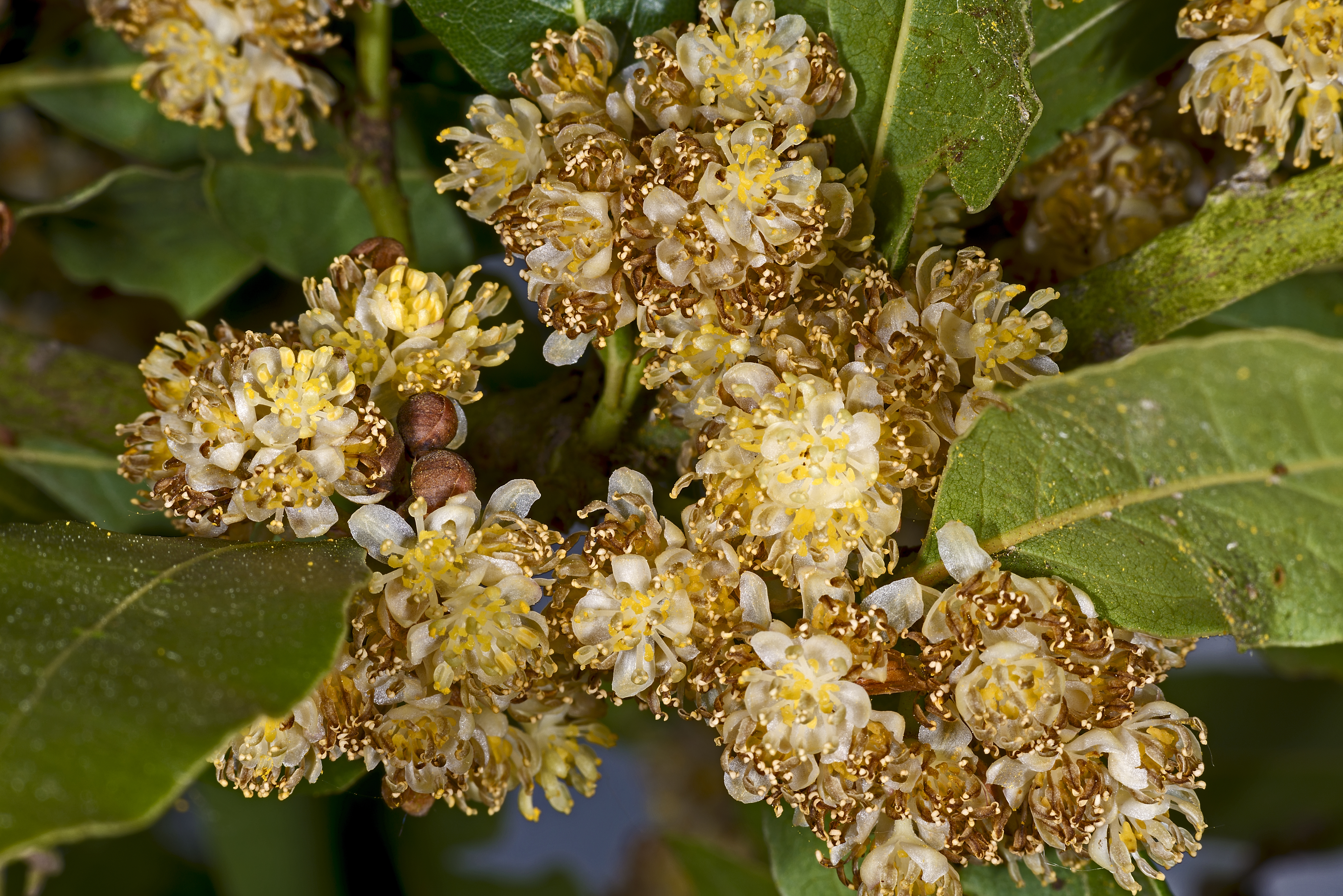
La pianta di alloro, da cui proviene il nome.

Deriva dal cognomen latino Laurentius (presente anche nella variante Laurens), che inizialmente denotava un abitante di Laurentum, antica città del Lazio. Secondo la tradizione questa città era stata edificata in un luogo ricco di piante di alloro, in latino laurus, da cui il nome. Altre interpretazioni ricollegano il nome direttamente a laurus, con il significato quindi "colui che è cinto d'alloro", in riferimento alla corona di alloro che veniva posta sul capo dei poeti e dei generali vittoriosi; in questo caso, avrebbe lo stesso significato di Lauro e Laura.
La sua iniziale diffusione negli ambienti cristiani è dovuta alla devozione verso san Lorenzo, il diacono che venne arso vivo sulla graticola. La forma Laurence era comune in Inghilterra nel Medioevo, in parte grazie anche ad un altro santo così chiamato, Lorenzo di Canterbury, così come in Irlanda si diffuse grazie al culto di san Lorenzo O'Toole (il cui vero nome era Lorcán). Dal XIX secolo la forma Laurence è passata in secondo piano rispetto a Lawrence, soprattutto negli Stati Uniti. In Italia Lorenzo è, secondo l'ISTAT, il quinto nome maschile più utilizzato per i nuovi nati negli anni 2004, 2006, 2007, 2008 e 2009.
Va notato che alcune forme possono essere sia maschili che femminili: il maschile inglese Laurence, ad esempio, è omografo del femminile francese Laurence, mentre l'inglese Lauren, originariamente maschile, venne popolarizzato al femminile quando Betty Jean Perske lo usò per il suo pseudonimo, Lauren Bacall. Inoltre, l'ipocoristico finlandese Lari viene utilizzato anche per il nome Ilario. La variante Loris, solitamente maschile, è usata talvolta al femminile in quanto considerata ambigenere nella lingua italiana.

## Onomastico

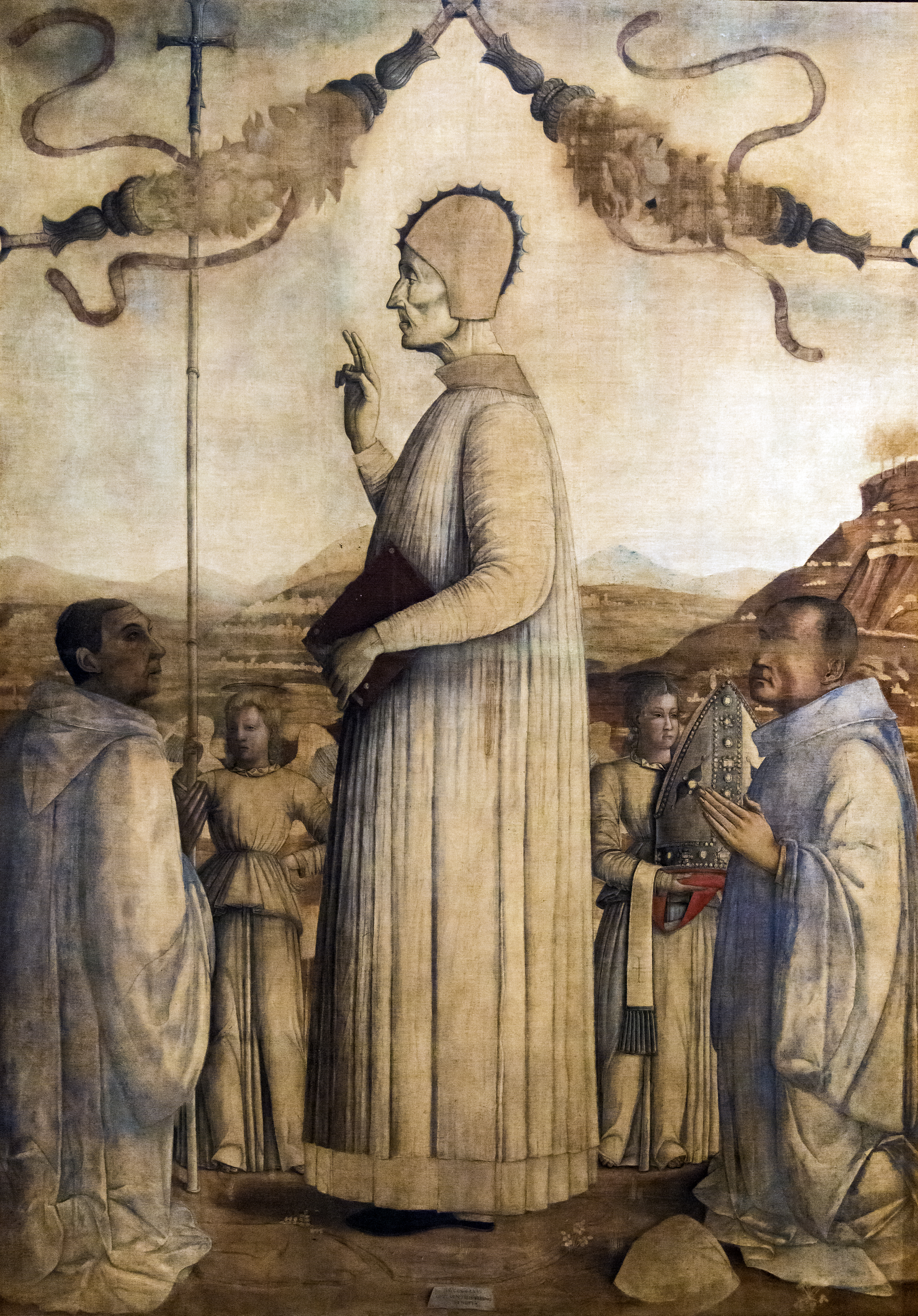
San Lorenzo Giustiniani

L'onomastico viene festeggiato principalmente il 10 agosto in ricordo di san Lorenzo, martire, patrono di bibliotecari, cuochi, librai, pasticcieri, vermicellai, pompieri, rosticcieri e lavoratori del vetro. Con questo nome si ricordano anche:
- 8 gennaio, 5 settembre (messa tridentina), san Lorenzo Giustiniani, primo patriarca di Venezia[2][18]
- 2 febbraio, san Lorenzo di Canterbury, arcivescovo[2][18]
- 7 febbraio, san Lorenzo Maiorano, vescovo di Siponto, co-patrono di Manfredonia, legò il suo nome all'apparizione dell'arcangelo Michele sul monte Gargano[18]
- 25 febbraio, san Lorenzo Bai Xiaoman, martire a Xilin, Cina[18]
- 12 aprile, beato Lorenzo Lusitano, sacerdote dell'Ordine di San Girolamo
- 30 aprile, san Lorenzo di Novara, vescovo e martire[2][18]
- 6 giugno, beato Lorenzo da Villamagna, francescano[18]
- 12 giugno, beato Lorenzo Maria di San Francesco Saverio, passionista[18]
- 21 luglio, san Lorenzo da Brindisi, frate cappuccino, dottore della Chiesa[18]
- 25 luglio, san Lorenzo I Litta, arcivescovo di Milano
- 21 settembre, san Lorenzo Imbert, vescovo missionario e martire in Corea[18]
- 27 settembre, beato Lorenzo da Ripafratta, domenicano[18]
- 28 settembre, san Lorenzo Ruiz, missionario laico, martire con altri quindici compagni a Nagasaki[18]
- 14 novembre, san Lorenzo O'Toole, arcivescovo di Dublino[18]
- 20 dicembre, san Lorenzo Company, religioso mercedario[18]
- 30 dicembre, 22 ottobre, 10 agosto, Lorenzo da Frazzanò, monaco[18]

## Persone

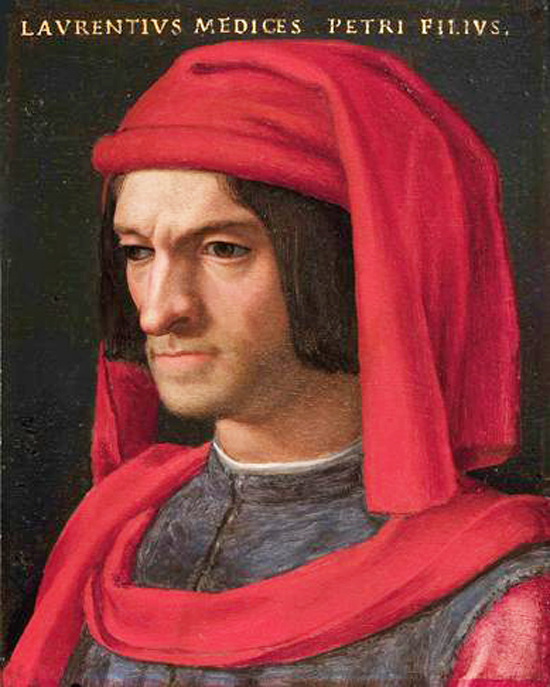
Lorenzo de' Medici

- Lorenzo, religioso e santo spagnolo
- Lorenzo Bandini, pilota automobilistico italiano
- Lorenzo Bartolini, scultore italiano
- Lorenzo da Brindisi, religioso e santo italiano
- Lorenzo Cherubini, vero nome di Jovanotti, cantautore, rapper e disc jockey italiano
- Lorenzo di Credi, pittore italiano
- Lorenzo Da Ponte, librettista, poeta, scrittore, drammaturgo e professore italiano naturalizzato statunitense
- Lorenzo Fragola, cantante italiano
- Lorenzo Ghiberti, scultore, orafo, architetto e scrittore d'arte italiano
- Lorenzo Infantino, filosofo e sociologo italiano
- Lorenzo Canozi o Canozio o Lorenzo Genesini o Zanesini o Lorenzo da Lendinara o di Lendinara, pittore italiano
- Lorenzo Lippi, pittore, poeta e scrittore italiano
- Lorenzo Lotti o Lorenzo di Lodovico di Guglielmo, detto Lorenzetto, scultore, orafo e architetto italiano
- Lorenzo Lotto, pittore italiano
- Lorenzo Magalotti, scrittore italiano
- Lorenzo di Mariano o Lorenzo Fucci, detto il Marrina, scultore italiano
- Lorenzo Mascheroni, scrittore italiano
- Lorenzo de' Medici (di Ferdinando I)
- Lorenzo de' Medici, detto il Magnifico, politico, scrittore, mecenate, poeta e umanista italiano
- Lorenzo de' Medici, detto il Popolano, banchiere, politico e ambasciatore italiano
- Lorenzo de' Medici, detto il Vecchio, capostipite del ramo mediceo cadetto Popolano (o Trebbio)
- Lorenzo de' Medici, detto Lorenzino o Lorenzaccio, politico, scrittore e drammaturgo italiano
- Lorenzo de' Medici duca di Urbino, politico italiano
- Lorenzo Milani, presbitero, scrittore e docente italiano
- Lorenzo Monaco, pittore italiano
- Lorenzo Perosi, presbitero e compositore italiano
- Lorenzo di Pietro, detto il Vecchietta, pittore italiano
- Lorenzo Valla, presbitero, umanista e filologo italiano
- Lorenzo Veneziano, pittore italiano
- Lorenzo Viani, pittore, incisore, scrittore e poeta italiano
- Lorenzo da Viterbo, pittore italiano
- Lorenzo Zurzolo, attore italiano

### Variante Lorenz

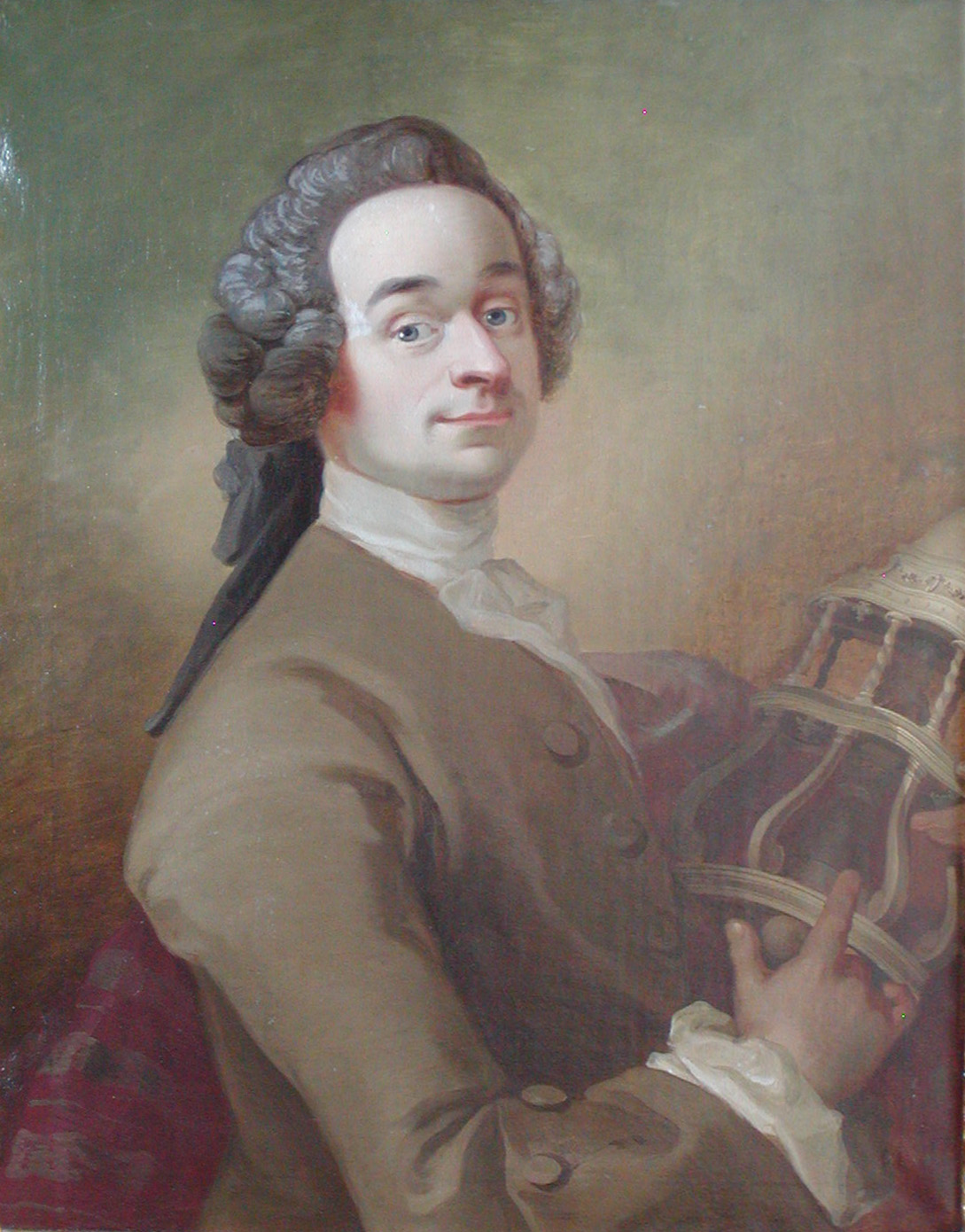
Lorenz Spengler

- Lorenz Diefenbach, linguista, etnologo, erudito, pastore e scrittore tedesco
- Lorenz Fries, scrittore tedesco
- Lorenz Hart, paroliere e librettista statunitense
- Lorenz Huber, calciatore tedesco
- Lorenz Jäger, cardinale tedesco
- Lorenz Kienzle, hockeista su ghiaccio svizzero
- Lorenz Nieberl, bobbista tedesco
- Lorenz Schindelholz, bobbista svizzero
- Lorenz Spengler, scultore e naturalista danese

### Variante Laurens
- Laurens De Bock, calciatore belga

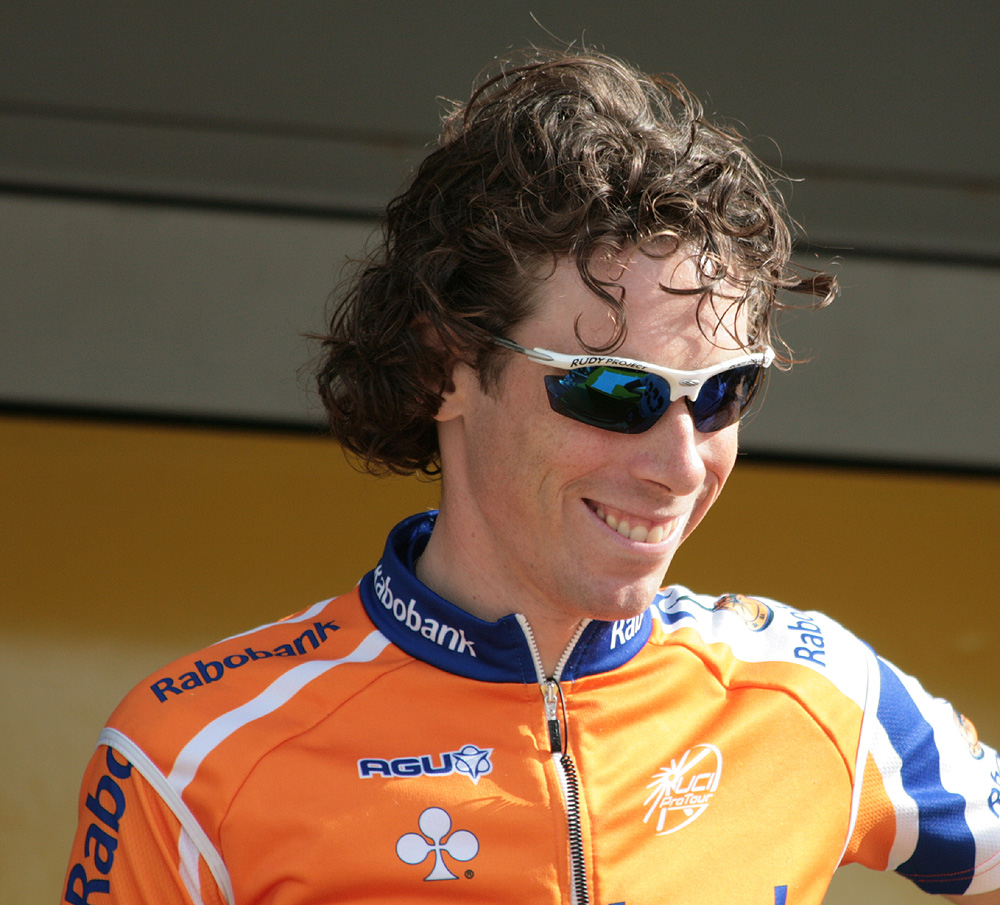
Laurens ten Dam

- Laurens Hammond, ingegnere, progettista e inventore statunitense
- Laurens ten Dam, ciclista su strada olandese
- Laurens van den Acker, designer olandese

### Variante Laurent

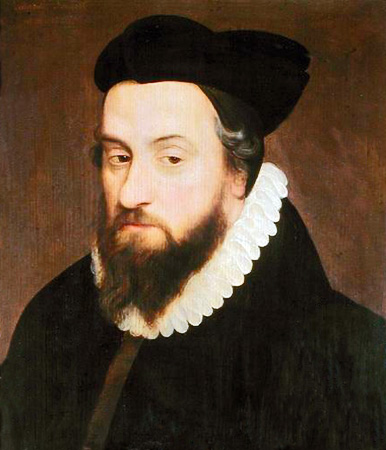
Laurent Joubert

- Laurent Blanc, calciatore e allenatore di calcio francese
- Laurent Cantet, regista e sceneggiatore francese
- Laurent Fabius, politico francese
- Laurent Fignon, ciclista su strada francese
- Laurent Garnier, disc jockey francese
- Laurent Gbagbo, politico ivoriano
- Laurent Jalabert, ciclista su strada e dirigente sportivo francese
- Laurent Joubert, medico e chirurgo francese
- Laurent Naveau, pilota motociclistico belga
- Laurent Ottoz, atleta italiano
- Laurent Terzieff, attore e regista teatrale francese

### Variante Laurențiu
- Laurențiu Buș, calciatore rumeno
- Laurențiu Iorga, calciatore rumeno

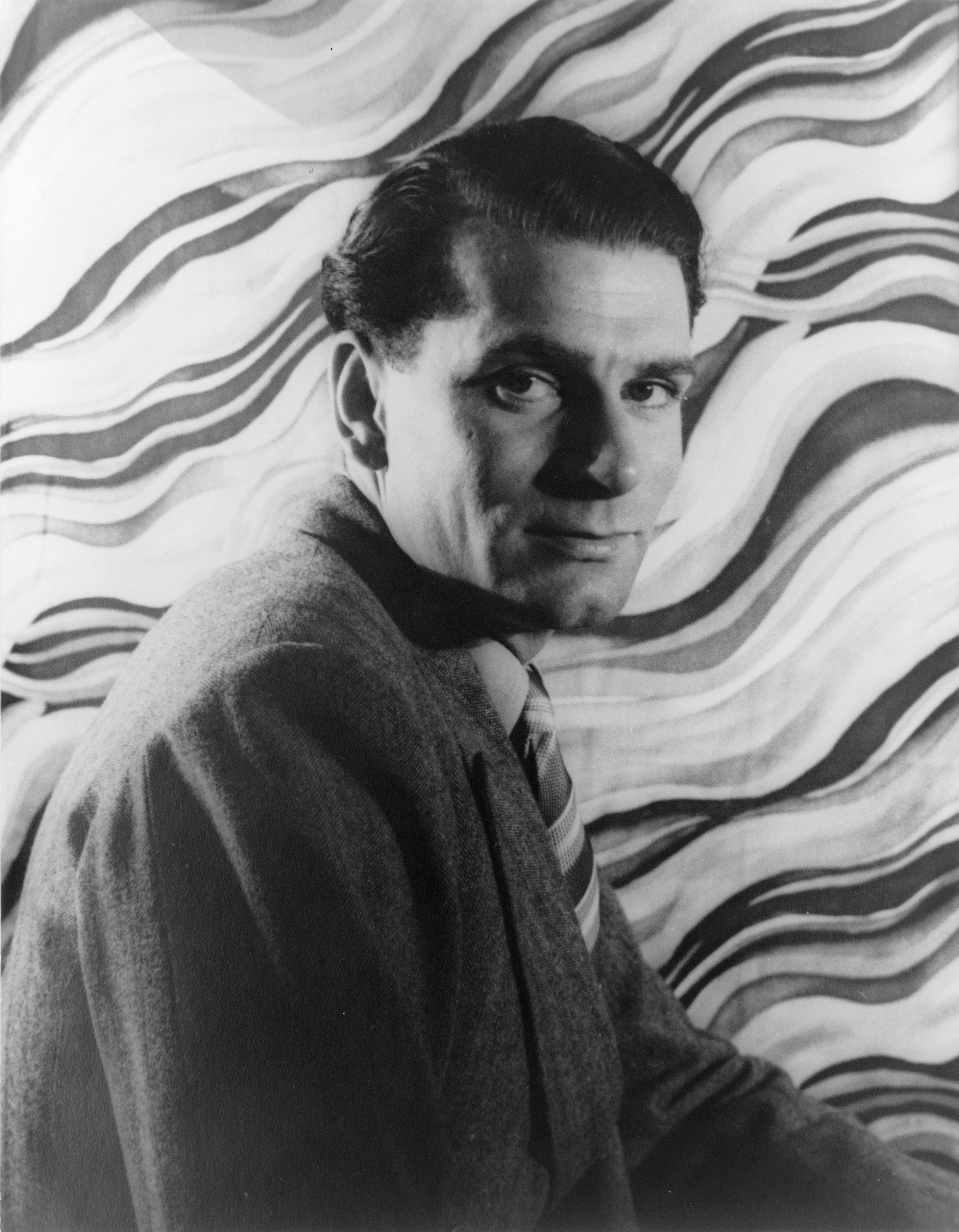
Laurence Olivier

- Laurențiu Marinescu, calciatore rumeno
- Laurențiu Reghecampf, calciatore e allenatore di calcio rumeno
- Laurențiu Roșu, calciatore rumeno
- Laurențiu Rus, calciatore rumeno

### Variante Laurence

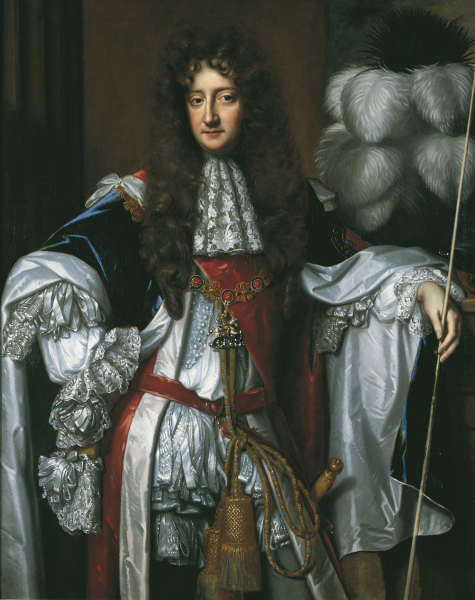
Laurence Hyde

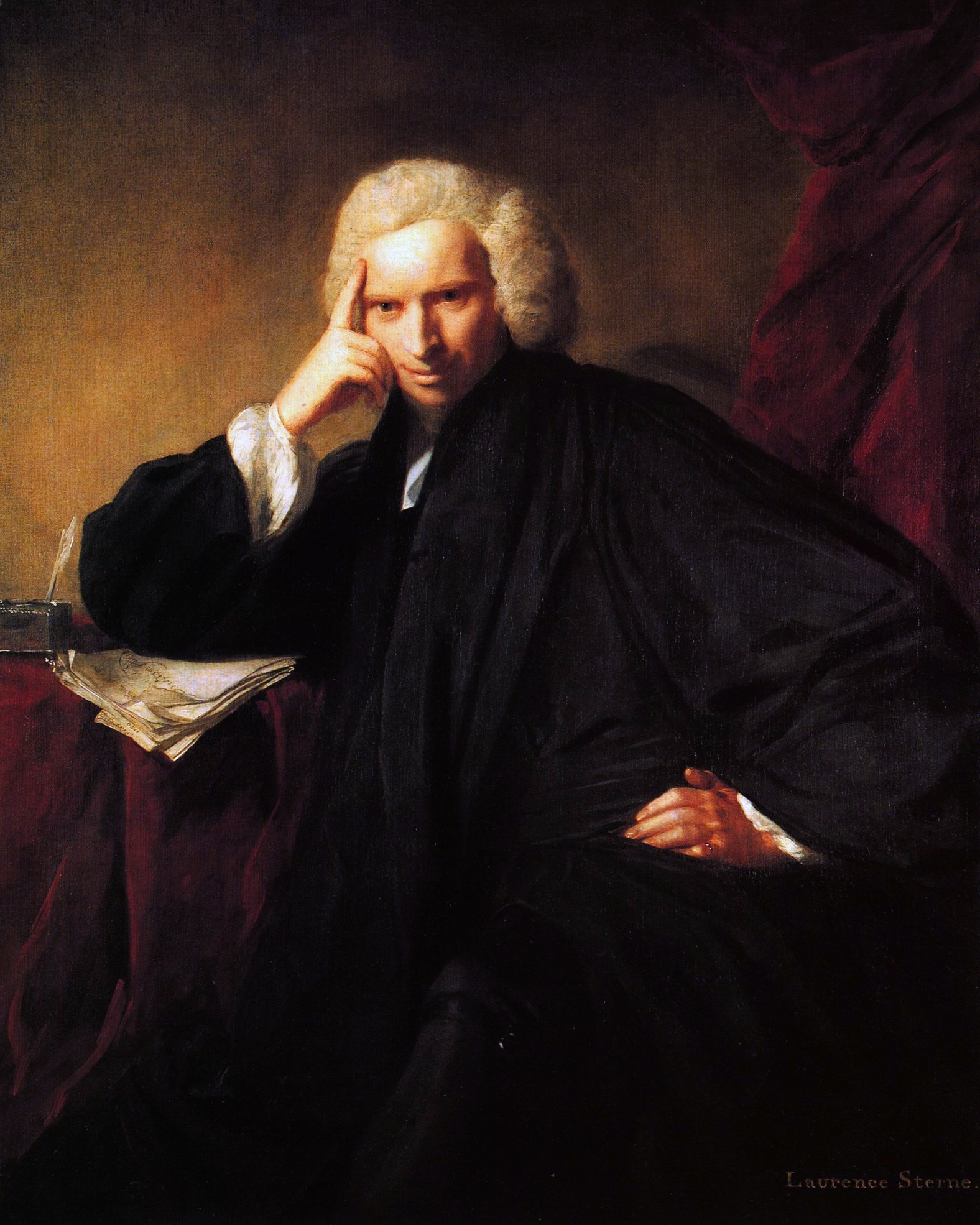
Laurence Sterne

- Laurence Archer, chitarrista britannico
- Laurence Cottle, bassista statunitense
- Laurence Ekperigin, cestista statunitense naturalizzato britannico
- Laurence Fishburne, attore statunitense
- Laurence Fox, attore britannico
- Laurence Gardner, saggista britannico
- Laurence Graff, gioielliere britannico
- Laurence Harvey, attore britannico
- Laurence Hyde, politico, scrittore e statista inglese
- Laurence Naismith, attore britannico
- Laurence Olivier, attore e regista britannico
- Laurence Rosenthal, direttore d'orchestra e compositore statunitense
- Laurence Sterne, scrittore britannico
- Laurence Tieleman, tennista belga naturalizzato italiano
- Laurence Tolhurst, batterista e tastierista britannico
- Laurence Trimble, regista, sceneggiatore e attore statunitense

### Variante Lawrence

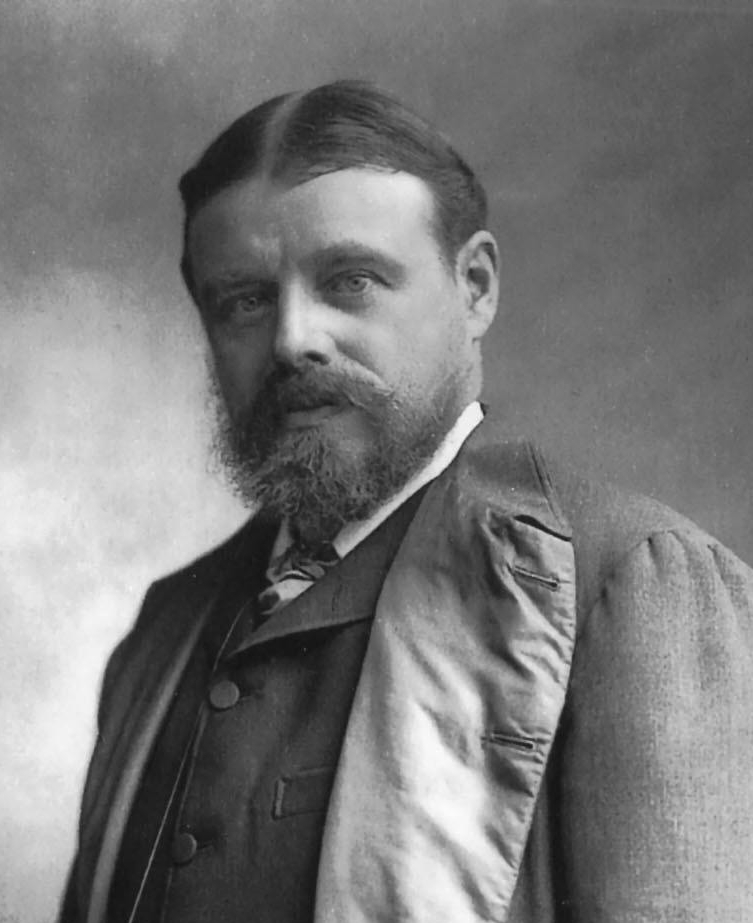
Lawrence Alma-Tadema

- Lawrence Alma-Tadema, pittore olandese naturalizzato britannico
- Lawrence Block, scrittore statunitense
- Lawrence Durrell, scrittore e poeta britannico
- Lawrence Fertig, giornalista, economista e pubblicitario statunitense
- Lawrence Kasdan, regista, sceneggiatore e produttore cinematografico statunitense
- Lawrence Krauss, fisico, astronomo e saggista statunitense
- Lawrence La Fountain-Stokes, scrittore e attore portoricano
- Lawrence Ng, attore cinese
- Lawrence Rooke, astronomo e matematico britannico
- Lawrence Taylor, giocatore di football americano statunitense

### Variante Loren

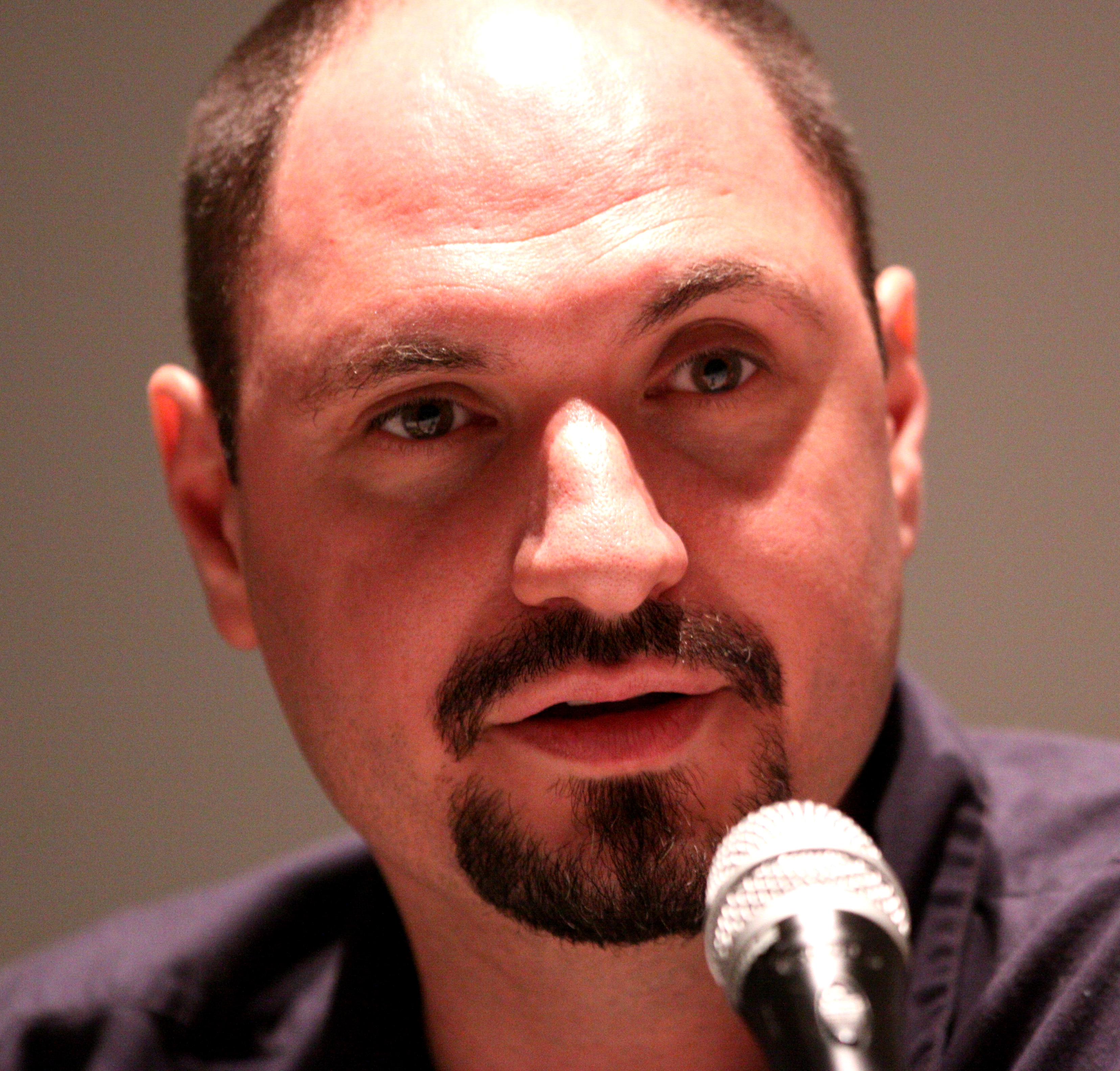
Loren Bouchard

- Loren Acton, astronauta statunitense
- Loren Avedon, attore statunitense
- Loren C. Ball, attore statunitense
- Loren Bouchard, scrittore, attore, produttore cinematografico, compositore e doppiatore statunitense
- Loren Meyer, cestista statunitense
- Loren James Shriver, astronauta statunitense
- Loren Woods, cestista statunitense

### Variante Loris

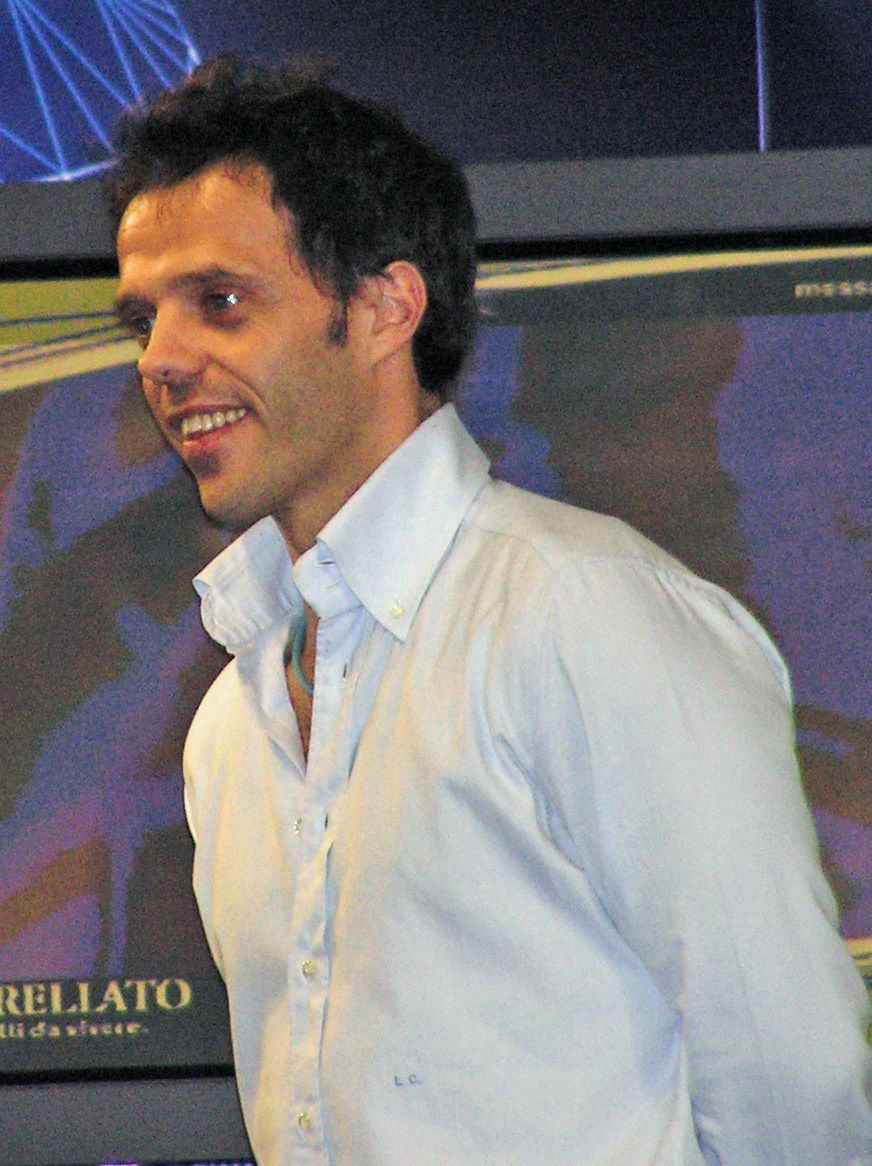
Loris Capirossi

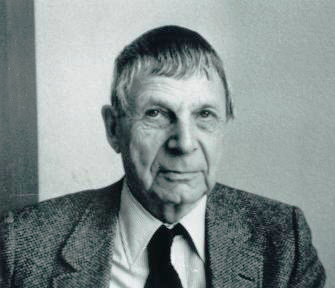
Lars Ahlfors

- Loris Azzaro, stilista e produttore di profumi italiano
- Loris Boni, calciatore e allenatore di calcio italiano
- Loris Capirossi, pilota motociclistico italiano
- Loris Francesco Capovilla, cardinale e arcivescovo cattolico italiano
- Loris D'Ambrosio, magistrato e funzionario italiano
- Loris Dominissini, calciatore e allenatore di calcio italiano
- Loris Fortuna, politico italiano
- Loris Karius, calciatore tedesco
- Loris Kessel, pilota automobilistico svizzero
- Loris Malaguzzi, pedagogista italiano
- Loris Nannini, aviatore italiano
- Loris Pradella, calciatore italiano

### Variante Larry

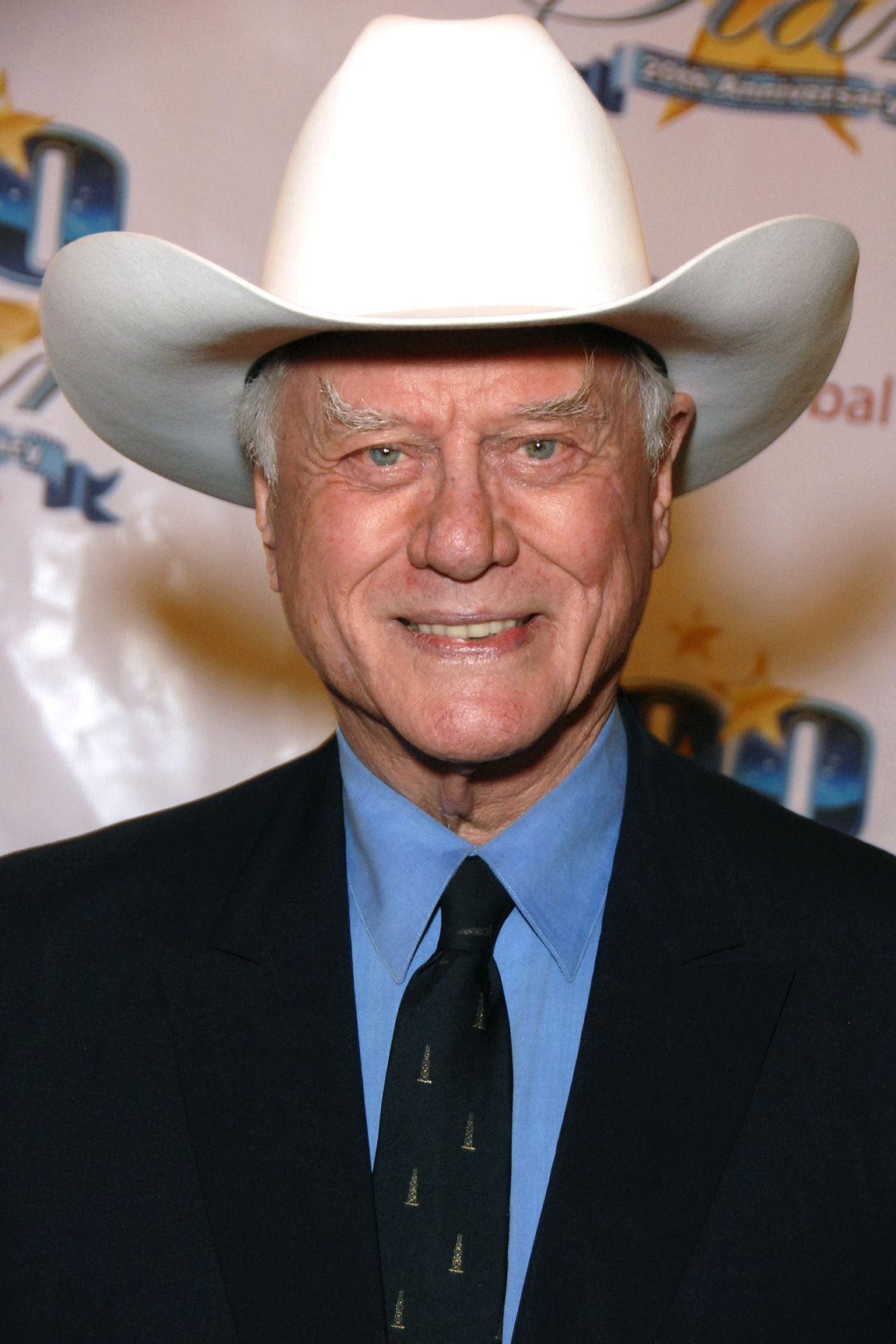
Larry Hagman

- Larry Bird, cestista, allenatore di pallacanestro e dirigente sportivo statunitense
- Larry Carlton, chitarrista statunitense
- Larry Clark, fotografo e regista statunitense
- Larry Ellison, imprenditore, informatico e azionista statunitense
- Larry Elmore, disegnatore e fumettista statunitense
- Larry Flynt, editore statunitense
- Larry Hagman, attore statunitense
- Larry Mullen, batterista irlandese
- Larry Page, imprenditore statunitense

### Variante Lars

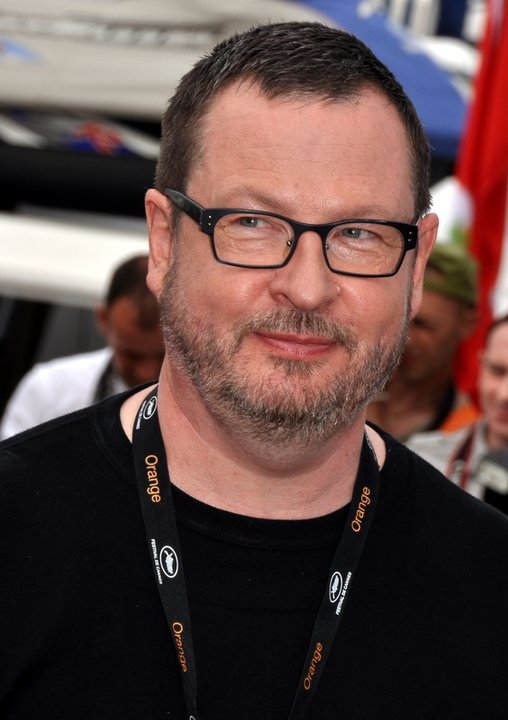
Lars von Trier

- Lars Ahlfors, matematico finlandese
- Lars Ekborg, attore e cantante svedese
- Lars Frederiksen, chitarrista e cantante statunitense
- Lars Hirschfeld, calciatore canadese
- Lars Høgh, allenatore di calcio, dirigente sportivo e calciatore danese
- Lars Lagerbäck, calciatore e allenatore di calcio svedese
- Lars Leijonborg, politico svedese
- Lars Ulrich, batterista danese naturalizzato statunitense
- Lars von Trier, regista, sceneggiatore, attore, direttore della fotografia e montatore danese

### Variante Lasse
- Lasse Braun, regista italiano

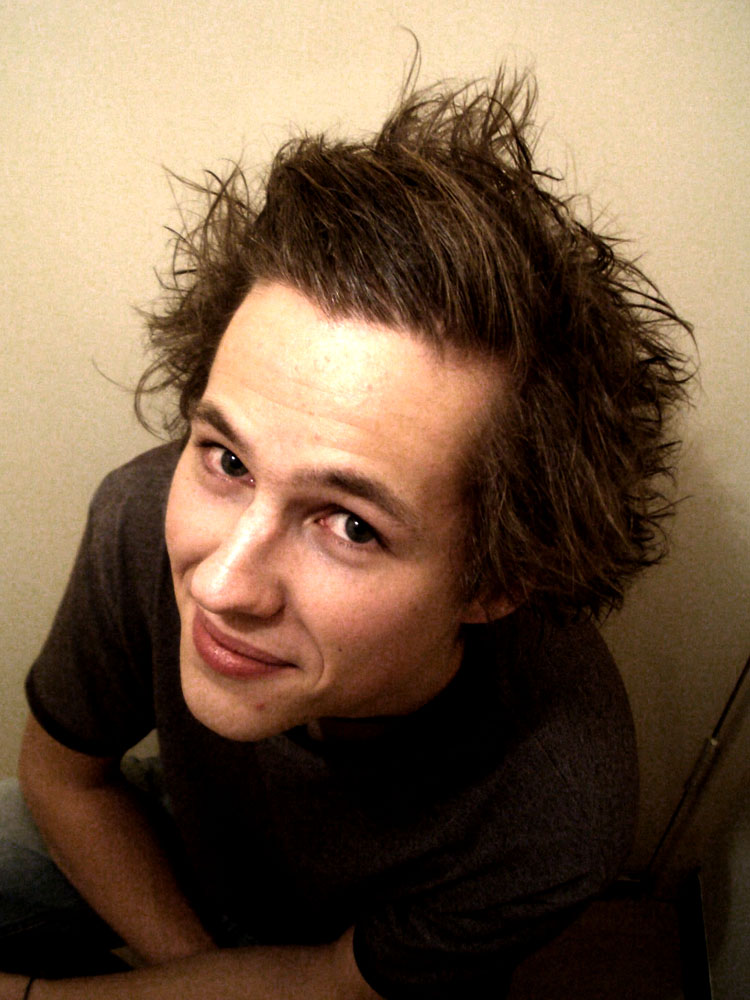
Lasse Gjertsen

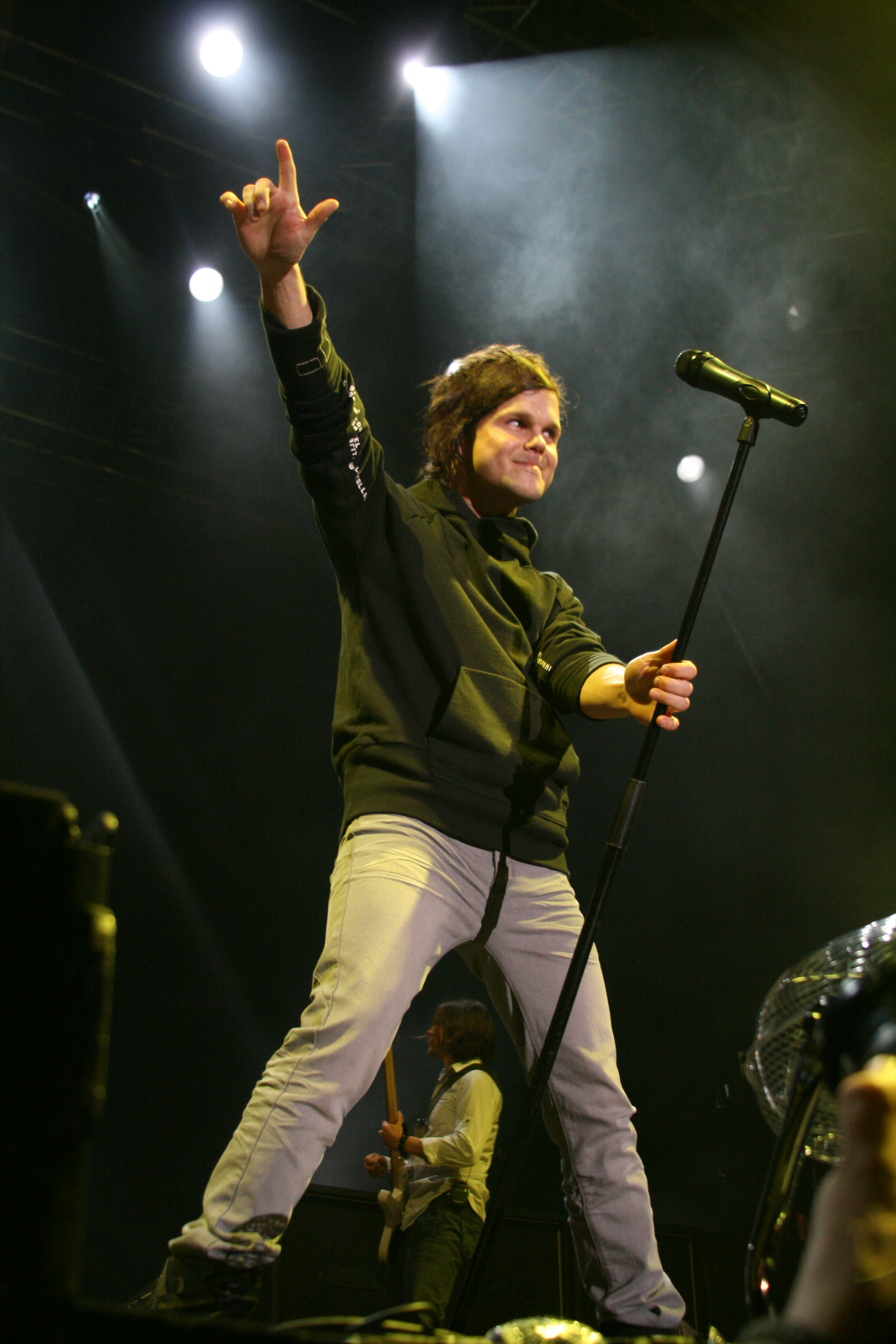
Lauri Ylönen

- Lasse Gjertsen, animatore norvegese
- Lasse Hallström, regista svedese
- Lasse Hoile, cantante, fotografo, regista, e grafico danese
- Lasse Kjus, sciatore alpino norvegese
- Lasse Nilsson, calciatore svedese
- Lasse Oksanen, hockeista su ghiaccio finlandese
- Lasse Olsen, calciatore norvegese
- Lasse Ottesen, allenatore di sci nordico e saltatore con gli sci norvegese
- Lasse Schöne, calciatore danese
- Lasse Sobiech, calciatore tedesco
- Lasse Staw, calciatore norvegese
- Lasse Strand, calciatore norvegese
- Lasse Virén, atleta finlandese

### Variante Lauri
- Lauri Aus, ciclista su strada estone
- Lauri Ingman, politico, teologo e arcivescovo luterano finlandese
- Lauri Lehtinen atleta finlandese
- Lauri Porra, bassista finlandese
- Lauri Kristian Relander, politico e agronomo finlandese
- Lauri Vaska, chimico estone naturalizzato statunitense
- Lauri Vilkko, pentatleta finlandese
- Lauri Ylönen, cantautore finlandese

### Variante Lovro
- Lovro Monti, politico italiano

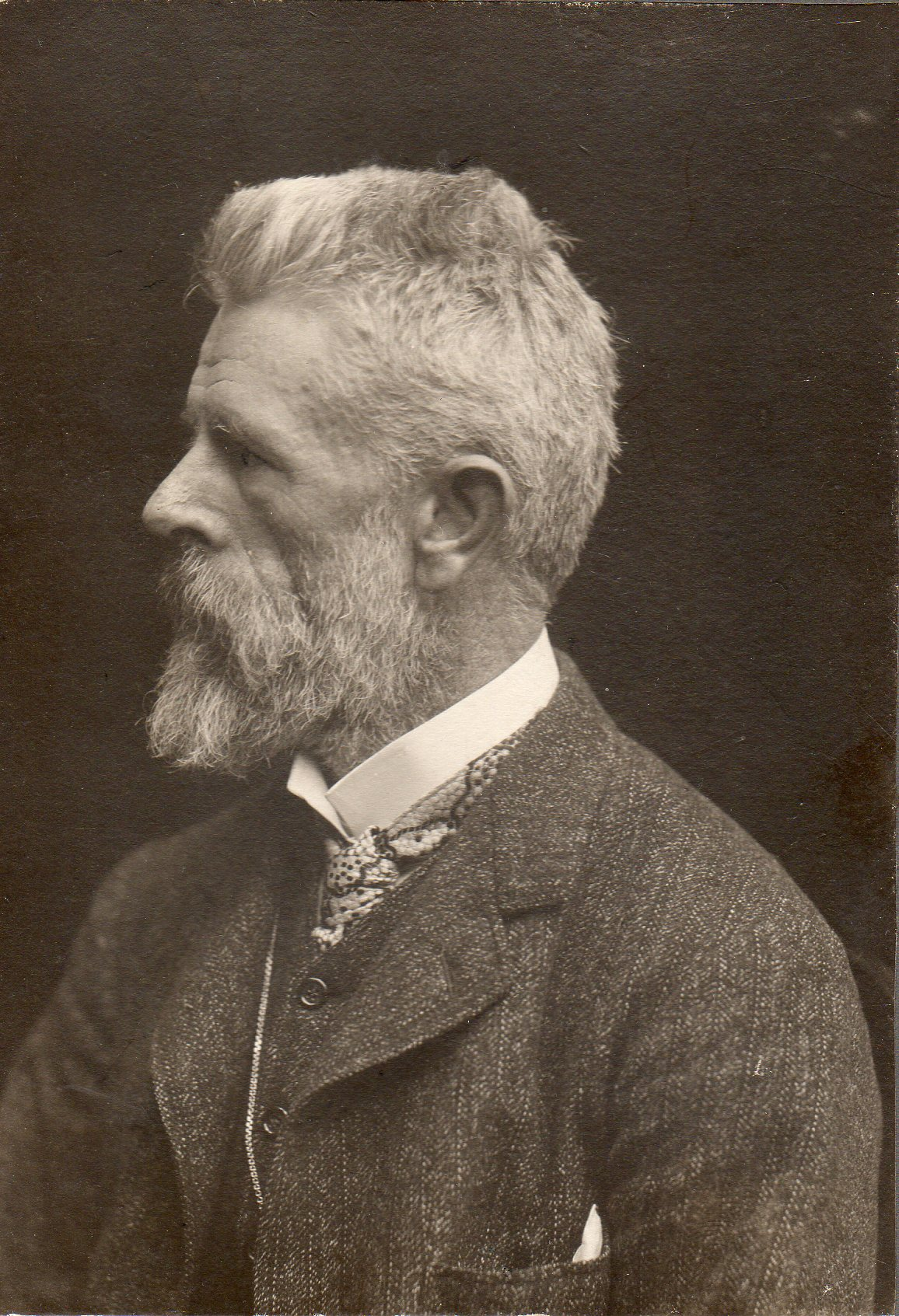
Laurits Tuxen

- Lovro Radonjić, pallanuotista jugoslavo
- Lovro von Matačić, direttore d'orchestra e compositore croato
- Lovro Zovko, tennista croato

### Altre varianti
- Lavrentij Pavlovič Berija, politico sovietico
- Laurie Cunningham, calciatore britannico
- Lorenzino de' Medici, politico, scrittore e drammaturgo italiano
- Lauren Gale, cestista statunitense
- Lárus Guðmundsson, calciatore islandese
- Vavřinec Hradilek, canoista ceco
- Lorenç Mallol, poeta catalano
- Lourenço Marques, esploratore e mercante portoghese
- Lőrinc Schlauch, cardinale ungherese
- Lauritz Schoof, canottiere tedesco
- Llorenç Serra Ferrer, allenatore di calcio spagnolo
- Lőrinc Tritz, calciatore ungherese
- Laurits Tuxen, pittore e scultore danese
- Lovre Vulin, calciatore croato

## Il nome nelle arti
- Lorenzo è il vero nome di Renzo Tramaglino, protagonista del romanzo I promessi sposi di Alessandro Manzoni.
- Lorenzo è un personaggio televisivo interpretato da Corrado Guzzanti.
- Frate Lorenzo è un personaggio della tragedia Romeo e Giulietta di William Shakespeare.
- Lorenzo Alderani è il destinatario delle Ultime lettere di Jacopo Ortis di Ugo Foscolo.
- Laurence Alia è il protagonista del film del 2012 Laurence Anyways e il desiderio di una donna..., diretto da Xavier Dolan.
- Lorenzo Savastano è il protagonista della commedia Bene mio e core mio di Eduardo De Filippo.
- Lars Alexandersson è un personaggio della serie di videogiochi Tekken.
- Lars Cleen è un personaggio della novella Lontano di Luigi Pirandello.
- Laurent Baldi è un personaggio del film del 1978 Il vizietto, diretto da Édouard Molinaro.
- Lorenzo Barilon è un personaggio della serie televisiva I Cesaroni.
- Lorenzo Bottoni è uno dei protagonisti del film del 1951 Guardie e ladri, diretto da Mario Monicelli e da Steno.
- Lorenzo Cuni è il protagonista del romanzo di Niccolò Ammaniti Io e te.
- Lawrence Wargrave è un personaggio del romanzo Dieci piccoli indiani di Agatha Christie.
- Lorenzo è un personaggio del cartone animato A tutto reality presenta: Missione Cosmo Ridicola.
- Lorenzo Bertani è un personaggio della serie televisiva Mario.